# Guàrdia Voluntària Sèrbia
La Guàrdia Voluntària Sèrbia (en serbi:Српска добровољачка гарда/Srpska dobrovoljačka garda, SDG), va ser una unitat paramilitar de voluntaris serbis creada i liderada per Željko Ražnatović (Arkan), també coneguda com els Tigres o Tigres d'Arkan. Activa durant la Guerra dels Balcans, tant Arkan com els seus membres van estar implicats en nombrosos crims de guerra i crims contra la humanitat.